# كريستيان إدواردو خيمينيز
كريستيان إدواردو خيمينيز (بالإسبانية: Christian Eduardo Giménez)‏ (مواليد 13 نوفمبر 1974 ، في بوينس آيرس) لاعب كرة قدم أرجنتيني سابق في مركز المهاجم.

## روابط خارجية
- كريستيان إدواردو خيمينيز على موقع قاعدة بيانات كرة القدم.إي يو (الإنجليزية)
- كريستيان إدواردو خيمينيز على موقع بيانات كرة القدم. دي إي (الألمانية)
- كريستيان إدواردو خيمينيز على موقع Soccerway.com (الإنجليزية)
- كريستيان إدواردو خيمينيز على موقع عالم كرة القدم.نت (الإنجليزية)